# Deusto

Escut Bilbao-Deusto que vol recordar l'antiga autonomia de la vila

Ubicació de Deusto

Deusto (en basc, Deustu) és una antiga vila de Biscaia, diòcesi de Vitòria i partit judicial de Bilbao, i actualment és un dels districtes de Bilbao. Té una superfície de 4,95 quilòmetres quadrats i una població de 52.218 habitants.
Situada a la riba dreta de la ria de Bilbao, en les vessants de la muntanya de Sant Bertomeu de Berriz, en terreny regat pel riu Ibaizabal. L'any 1924 va ser annexionada a Bilbao pel Govern de la Dictadura del general Primo de Rivera, i perdé la seva autonomia i avui és un barri residencial d'aquesta ciutat que pertany al Gran Bilbao. Comprèn els barris d'Arangoiti, Deustuko Doneperiaga-Deustuibarra, Elorrieta, Ibarrekolanda i San Ignazio. L'anteiglesia de Deustuko Doneperiaga va ser municipi independent fins a l'1 de gener de 1925, quan la capital biscaïna es va annexionar la seva superfície per continuar amb l'expansió de la vila.
El districte és conegut regionalment com una zona d'ambient estudiantil en ser seu de l'Escola de Magisteri i la Facultat de Ciències Econòmiques i Empresarials de la Universitat del País Basc, de l'Escola Oficial d'Idiomes i, especialment, de la Universitat de Deusto.

## Ubicació
El districte se situa en l'extrem nord-oest de la vila de Bilbao, limitant amb els termes municipals de Sondika i Erandio al nord; a l'est amb el districte 2 Uribarri i al sud i oest es divideix dels districtes 6 Abando i 8 Basurtu-Zorrotza per la Ria de Bilbao.

## Població
La població de Deusto formava dues agrupacions: els barris de Goièrri (terreny de dalt), els veïns del qual estaven dedicats a l'agricultura, i el de Becvérri (terreny de baix), on vivien (encara en resten alguns) la gent dedicada a les feines del mar i a la construcció d'articles per a vaixells, iots, barques de pesca, etc. Junt al moll, en la platja de San Mamés, hi havia unes drassanes d'embarcacions menors.

## L'antiga producció
Cereals, vi, fruita i hortalisses. Fàbriques d'electricitat, acer, ferro i llauna, eixàrcies i vel·les per a bucs, productes químics, pintura, estampacions, cordes, cervesa i quitrà.

## Edificis i comunicacions
En l'avant-església de Deusto, capitalitat del municipi, hi ha un temple parròquial del segle xix sota l'advocació de Sant Pere, escoles públiques, col·legis privats, comunitats religioses, societats polítiques i recreatives, frontó, metro al centre i a Bilbao-Plentzia. En el seu terme la societat anònima <<La Enseñanza Católica>> el 1866 hi construí la famosa Universitat de Deusto que llavors restava a 2 km. de Bilbao.

## Història

### L'anteiglesia
Poc se sap de l'anteiglesia de Deusto, atès que durant la Guerra Civil Espanyola molta de la documentació va ser destruïda. Tanmateix encara queda part de la torre de Larrako (traslladada al parc de Sarriko), i se sap que la parròquia de Deustuko Doneperiaga data del Segle XIV. L'assentament a Deusto va comptar amb uns pocs caserius des del segle xvi, que van anar creixent en nombre gradualment des de llavors, sent l'activitat portuària i pesquera la més destacada. Ja en el segle xviii, la població era eminentment agrícola, conreant-se principalment blat i raïms.
L'any 1752, es va erigir el primer ajuntament de l'anteiglesia. Li va seguir un segon edifici construït en 1888, que va ser derrocat en la guerra civil. Al municipi li corresponia l'escó número 35 en les Juntes Generals de Biscaia. Tradicionalment, la república es dividia en La Ribera, de caràcter mariner i comercial, amb alguna casa notable com la dels Goossens, i el Goierri, àrea interior i rural, reconeguda localment pel seu txakoli i les seves tomàquets.
A la fi del Segle XIX, la zona rep un important impuls a causa de l'arribada del tren que unia Bilbao amb el balneari de Las Arenas, a Getxo. Permetia als habitants apropar-se amb els seus productes al mercat de la Ribera de Bilbao, facilitant el trajecte que anteriorment es feia a peu o a cavall. Si bé el projecte de la línia ferroviària existia des de 1872, la mateixa no es va engegar fins a l'1 de juny de 1897.

### L'annexió a Bilbao
El 29 d'octubre de 1924, un Reial decret establia la desaparició de l'anteiglesia de Deusto i la seva annexió a la vila de Bilbao, que es faria efectiva l'1 de gener de 1925. En el mateix decret s'ordenava a més l'annexió de Begoña i de Luchana de Erandio. A l'Acta de anexión del Ayuntamiento de la Anteiglesia de Deusto a la Villa de Bilbao consta la participació de l'aleshores alcalde de Bilbao, Federico Moyúa i de la Junta Veïnal de l'Entitat Local Menor de Deusto. En els anys següents, es van succeir una sèrie de plans per part de l'arquitecte Ricardo Bastida, amb la finalitat de definir la primera configuració urbana el territori, el qual seguia consistint de caserius. L'explosió industrial de Bilbao va originar, a mitjans del segle xx, una sèrie de barraques en la faldilla de la muntanya Banderas. Al començament dels anys 1950, Francisco Franco va veure la zona, i va ordenar demolir aquests precaris habitatges i aixecar un barri residencial obrer, projecte que es va dur a terme en la dècada següent i que gairebé va esgotar el terreny edificable.
Entre 1932 i 1936 es van dur a terme les obres del pont de Deusto, un pont llevadís que comunicarà el barri amb Abando. Durant l'època franquista serà conegut com el pont del Generalíssim.

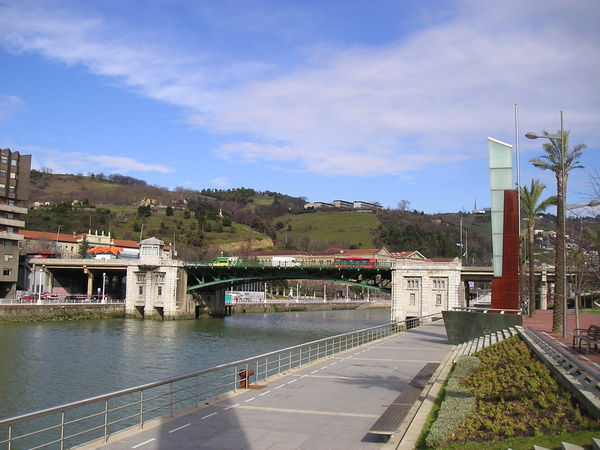
El Pont de Deusto.

El 1968 es va posar en servei un braç d'aigua connectat pel costat nord-oest a la ria conegut com el canal de Deusto, amb la intenció de descongestionar el tràfic del port de Bilbao. Amb això es va formar la península de Zorrozaurre.

## Transport públic
Deusto està comunicat per una àmplia xarxa dels serveis de transport públic de la ciutat i la província.

### Autobús
El servei d'autobusos urbans, Bilbobus, comunica principalment el districte amb el centre de la ciutat, encara que també discorre a altres barris perifèrics. Per la seva banda, Bizkaibus, el servei d'autobusos de la província de Biscaia, té freqüents línies i nombroses parades en el districte, principalment d'aquelles línies que surten d'Abando per dirigir-se als municipis de Mungialdea, Marge dret i al campus de Leioa de la Universitat del País Basc.

### Metro de Bilbao

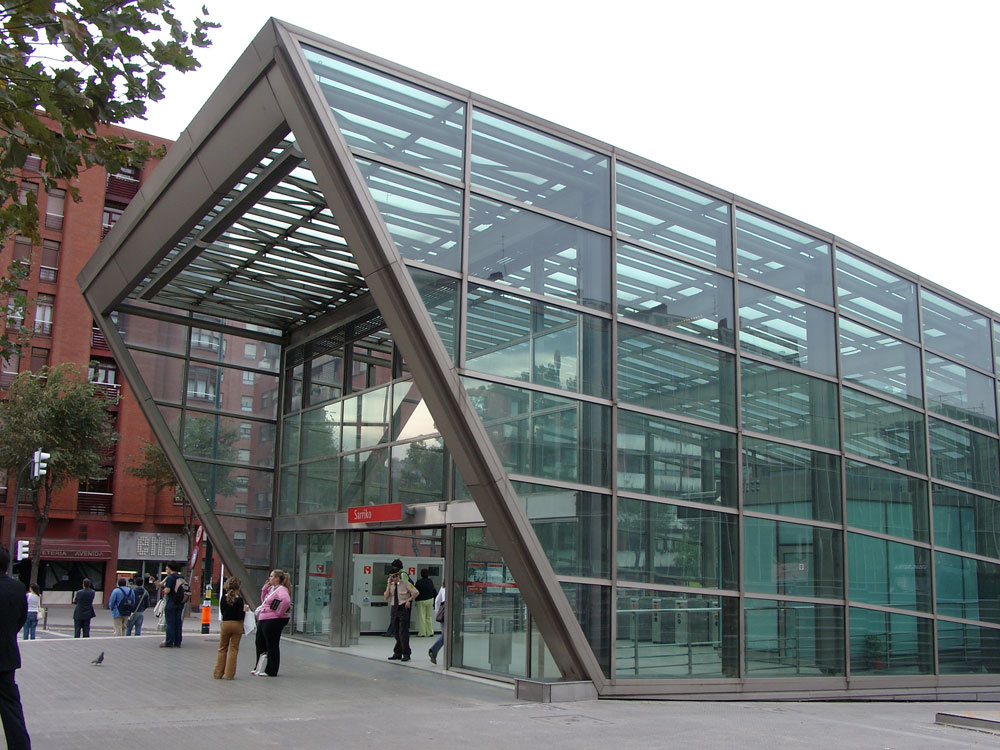
Estació de Sarriko.

Les obres del metro de Bilbao en el districte van ser de les primeres que es van dur a terme en la vila, seguides a les fetes a Abando. En 1989 van començar les obres, i la xarxa va ser inaugurada l'11 de novembre de 1995. Actualment passa pel districte l'anomenat tronc comú de les línies 1 i 2, i existeixen tres parades, Deusto, Sarriko i San Inazio, en la que ambdues línies es divideixen per continuar als municipis d'Erandio i Barakaldo. Totes les estacions es troben en l'artèria principal del districte, l'avinguda Lehendakari Aguirre. cal destacar que cap de les parades del districte compta amb el clàssic fosterito d'entrada a l'estació a excepció de dues boques en San Inazio.

### EuskoTren
Des de Deusto parteix la línia 4 d'Euskotren, que arriba fins al municipi de Lezama. Dins del districte es troben les parades Deustu al carrer Ramón y Cajal i Unibertsitatea, propera a la Universitat de Deusto.

### EuskoTran
Existeix un projecte de portar el tramvia a la futura illa de Zorrozaurre, creuant la ria per un volat afegit al pont Euskalduna. El tramvia recorrerà el barri al llarg d'aquest, en línia recta seguint la seva avinguda principal. També es tenen projectades quatre parades.